# Tibestigebergte
Het Tibesti-gebergte is een groep vulkanen die een bergketen vormen in de Sahara in het noorden van Tsjaad en een klein stukje in het zuiden van Libië. De meeste van de vulkanen zijn slapende vulkanen en zeker drie zijn actief.
De bergketen vormt een driehoek van ongeveer 560 km lang en is de grootste en hoogste in de Sahara. De hoogste piek is de Emi Koussi met 3415 meter. Andere pieken zijn de Kegueur Terbi (3376 m), Tarso Taro (3325 m), Toussidé (3265 m) en Soborom (3100 m). De bergketen staat op een verhoogd gebied dat mogelijk is gevormd door een mantelpluim.
Het klimaat in de Tibesti is vochtiger dan in de omliggende woestijn. In de hoogste gebieden wordt de jaarlijkse regenval geschat op 120 mm.
De Tibesti worden van oudsher bewoond door de nomadische Toeboe. Zij dreven al in 500 v.Chr. handel met Carthago. De belangrijkste stad in het gebied is Bardaï in het noordwesten van Tsjaad. Andere zijn Zouar en Aouzou.
De Tibesti staan ook bekend om rotstekeningen uit het 5e tot het 3e millennium v.Chr. en de geisers en warmwaterbronnen rond Soboroum.
Het gebergte maakt deel uit van de ecoregio droge bergbossen van Tibesti en Jebel Uweinat.

## Vulkanen
- Abeki
- Emi Koussi
- Oyoye
- Tieroko
- Toon
- Toussidé
- Voon
- Yega